# جسر القنطرة (إسبانيا)
جسر القنطرة وكان يُعرف بـ جسر تراجان في القنطرة (باللاتينية: Pons Alcantarensis ؛ بالإسبانية: El Puente de Alcántara) هو جسر قوسي أثري، يقطع نهر تاجة في القنطرة، إسبانيا بالقرب من الحدود مع البرتغال.
يعود تاريخ تأسيسه إلى العهد الروماني، في الفترة الممتدة من 104-106 م، حيث تم بناؤه بأمر من الإمبراطور الروماني تراجان في عام 98 م،  كما يظهر على الجزء الأوسط من الممشى المقوس من الجسر، حيث نُقشت جزء من الكتابات اللاتينية على جدرانه: Pontem perpetui mansurum in saecula أي (لقد بنيت جسرًا ليدوم إلى الأبد).

## تاريخ
تأثر الجسر من الأضرار الناجمة عن الحروب بشكل كبير. حيث تم تدمير الجزء المقوس في عام 1214، ثم اًعيد بناؤه في عام 1543 من نفس الحجارة التي صُنع منها. ولقد دمر الإسبان قوسًا آخر من الجسر لمنع تقدم البرتغاليين، وقد تمت إعادة إعماره في عام 1762، ليُدمر مرة أخرى في عام 1809 لوقف تقدم الفرنسيين.
ولقد شهد الجسر بعض أعمال الإصلاح في عام 1819، إلا أنها اُستبدلت في عام 1860 باستخدام الملاط. يُشار بالذكر إلى أن الجسر قد تم إدراجه على لائحة التراث الثقافي العالمية في عام 1921.

## التصميم
تعود أبعاد الجسر الأصلية إلى 190 متر طولي، تقلصت اليوم إلى 181,7 متر. بينما تيبلغ المسافة بين الأقواس الست من اليمن إلى اليسار 13.6, 23.4, 28.8, 27.4, 21.9 و 13.8 متر.

## معرض صور

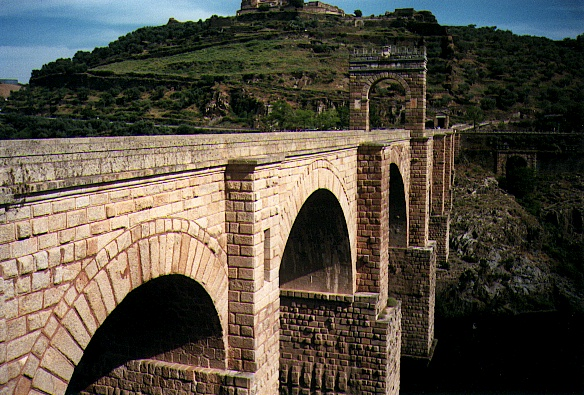
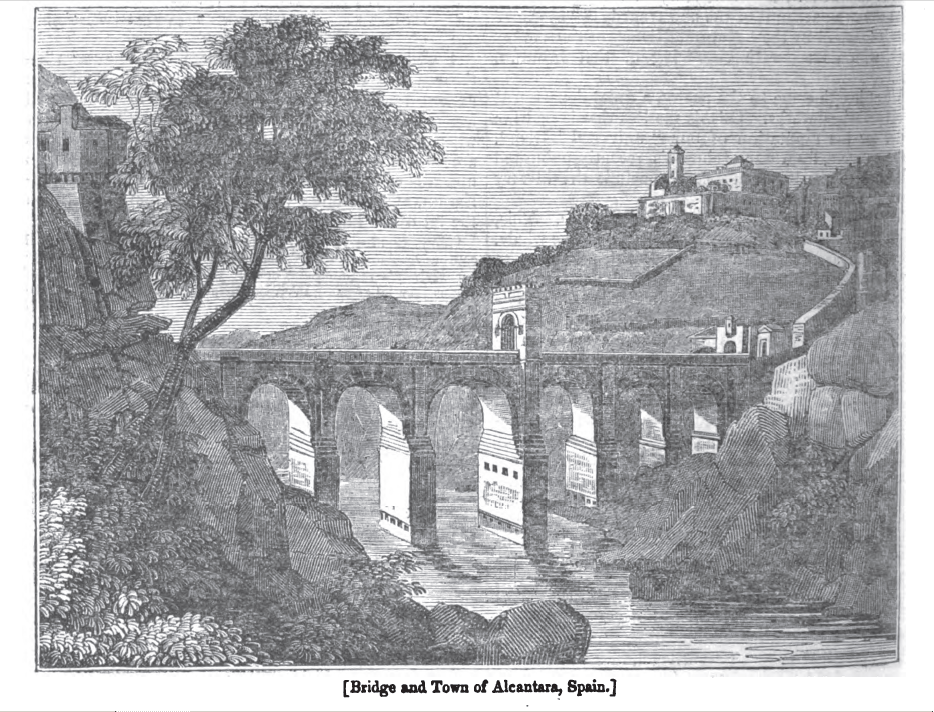
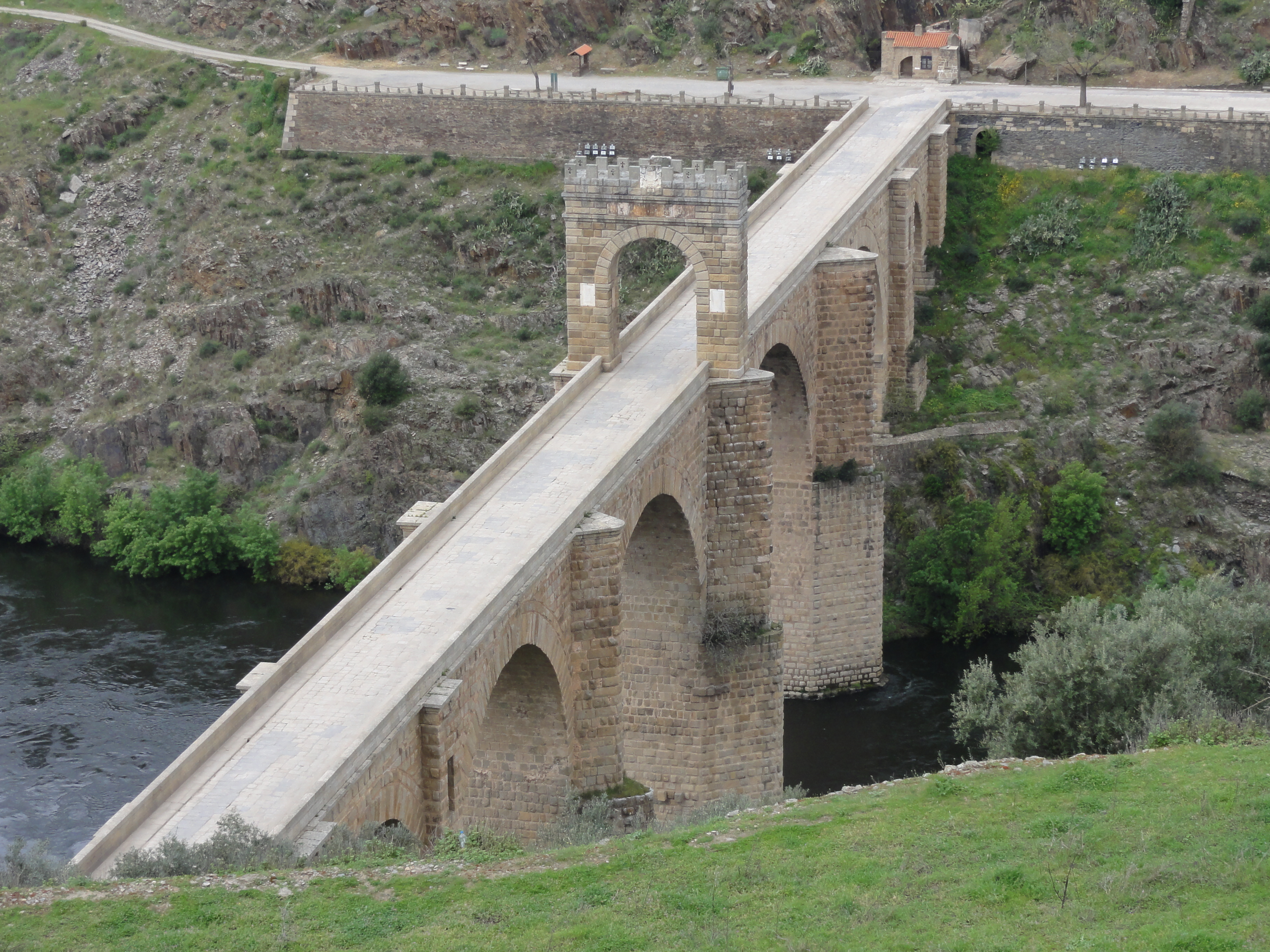

## مراجع

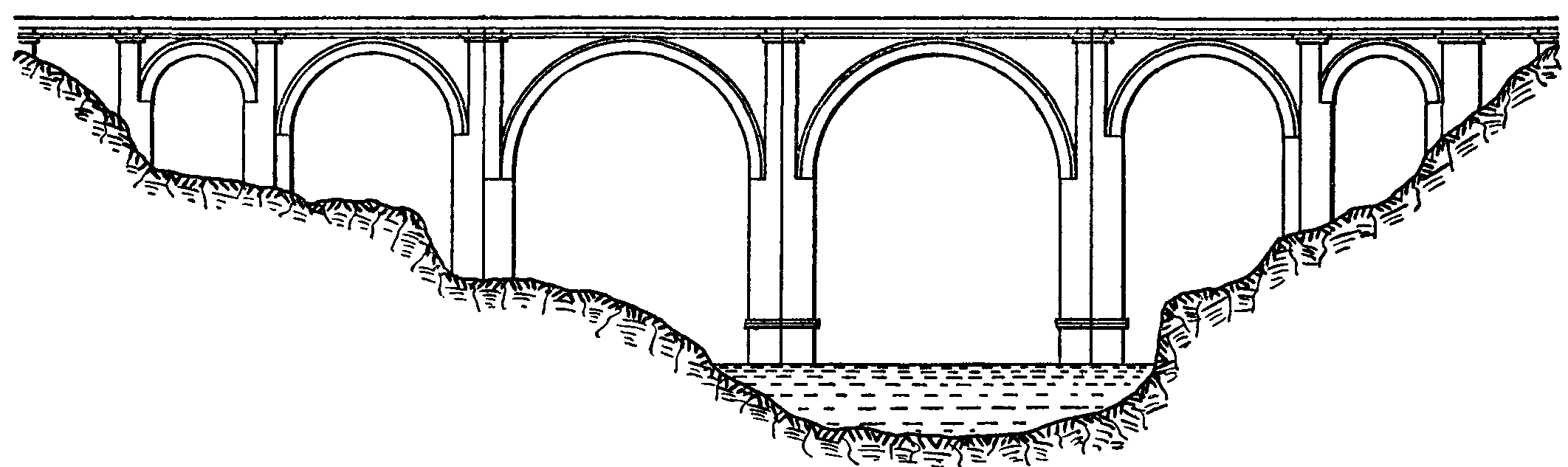
مقطع عرضي للجسر يعود لعام 1911.